# Марш в памет на Борис Немцов
Марш в памет на Борис Немцов е траурно шествие в памет на убития през 2015 г. лидер на коалицията Съюз на десните сили и партия ПАРНАС Борис Немцов.

## История
Маршът се провежда за първи път от 2015 г., когато Немцов е убит в центъра на Москва, а престъплението все още не е разктито. Предполагаем извършител е бившият офицер на легиона „Север“ Руслан Мухудинов, издирван от Интерпол от ноември 2015 г. В първото издание на марша по данни на вътрешното министерство участват 21 000 души, а по данни на организаторите – между 50 и 70 000.
През 2016 г. е определен маршрут от Страстния булевард до булевард „Сахаров“. Второто издание на шествието в Москва е посетено от над 24 000 души. През 2017 г. числеността на посетилите на марша е 30 000 души. Шествието се излъчва на живо от опозиционната телевизия „Дождь“. Началото на шествието е отложено с 20 минути, поради издигнатите транспаранти с лозунги „Путин – война“. Арестувани са няколко активисти, сред които Константин Ершов от Солидарност. Паралелно чествания се провеждат в Санкт Петербург, Киев, Ярославъл, Новосибирск и други градове.
Често срещани лозунги са „Русия без Путин“, „Аз съм против анексията на Крим“, „Войната с Украйна е престъпление на Путин“.
Маршът е подкрепен от либералните руски партии Яблоко, ПАРНАС, Партия на прогреса. Сред редовните участници са бившият премиер на Русия Михаил Касянов и активистът Алексей Навални. Маршът е трибуна за несъгласието на опозицията с политиката на президента Владимир Путин и войната в Украйна.